# Крайсгауптманшафт Дрогобич
Крайсгауптманшафт Дрогобич, Дрогобицька округа, Дрогобицьке окружне староство (нім. Kreishauptmannschaft Drohobycz) — адміністративно-територіальна одиниця дистрикту Галичина Генеральної губернії з центром у Дрогобичі. Існувала під час нацистської окупації України в 1941—1944 роках.

## Історія
Нацистські війська зайняли практично всю територію Дрогобицької області до 30 червня 1941. Своїм наказом від 17 липня 1941 Гітлер визначив, що управління Східною Галичиною переходить до генерал-губернатора Ганса Франка.
22 липня 1941 Гітлер підписав указ про передачу влади у Галичині на місцях цивільній німецькій адміністрації.
1 серпня 1941 Франк видав розпорядження про утворення дистрикту «Галичина». Німецька військова адміністрація здійснювала владу на Дрогобиччині до 5 серпня 1941.
Ймовірно, 11 серпня 1941 року на території Дрогобицького повіту було утворено Дрогобицьке окружне староство (нім. Kreishauptmannschaft und Gemeindeverband Drohobycz «окружне староство і об'єднання ґмін Дрогобич») з центром у Дрогобичі, а із Самбірського і Турківського повітів утворилося Самбірське окружне староство (нім. Kreishauptmannschaft und Gemeindeverband Sambor «окружне староство і об'єднання ґмін Самбір») з центром у Самборі. Ці утворення набули остаточного оформлення після реорганізації окружних староств дистрикту 15 вересня 1941. Очолювали їх окружні старости — крайсгауптмани.
15 листопада 1941 волості (ґміни) Нижня Тернава і Сянки було відокремлено від крайсгауптманшафта Санок сусіднього дистрикту Краків і приєднано до Самбірського окружного староства.
1 липня 1943 створено Турківський повітовий комісаріат (нім. Landkommissariat Turka). 1 серпня 1943 Самбірське окружне староство було приєднано до Дрогобицького окружного староства. У зв'язку з цим було створено Самбірський повітовий комісаріат (нім. Landkommissariat Sambor).
1 вересня 1943 Дережицьку ґміну було розділено на чотири частини та включено одну з них (село Попелі) до складу Борислава, другу (присілки Млинки Шкільникові і Млинки Сівкові) віднесено до міста Дрогобича, третю (села Дережичі, Ясениця-Сільна і Монастир-Дережицький) передано Лішнянській ґміні, а четверту (місцевості Циганівка, Модричі і Державний нафтопромисел села Модричі) приєднано до Стебницької ґміни.
Усі важливі пости на рівні округи, особливо в судах і поліції, обіймали німці. Другорядні посади займали фольксдойчі та українці — фахівці у відповідній галузі. Українці також мали право бути війтом або бургомістром.
У Дрогобичі 1942 року виходив часопис для Підкарпаття «Дрогобицьке слово», а також видавався з липня 1941 по 1942 рік часопис для Бойківщини «Вільне слово», редактором якого був Михайло Бараник. У Дрогобичі та Львові у 1942—1944 роках друкувався часопис «Голос Підкарпаття» (з середини 1942 — на основі українського популярного тижневика «Рідна земля»). У Самборі у 1942—1944 роках виходив часопис «Голос Самбірщини».
Станом на 1 січня 1944 Дрогобицьке окружне староство складалося з 35 адміністративно-територіальних одиниць — чотирьох міст (Борислав, Дрогобич, Самбір і Турка) та 31 волості (нім. Landgemeinde): Блажів, Бориня, Биличі, Верхнє Висоцьке, Городище, Горуцьке, Добрівляни, Дубляни, Завадка, Калинів, Лімна, Лішня, Лука, Меденичі, Нижня Тернава, Новий Кропивник, Підбуж, Польміновиці, Рихтичі, Розлуч, Самбір, Сусідовичі, Східниця, Стара Сіль, Старий Самбір, Стебник, Стрілки, Трускавець, Турка, Хлівиська, Ясьонка Масьова.
6 серпня 1944 року до адміністративного центру округи вступили радянські війська.